# Allgemeine lineare Lie-Algebra
Die allgemeine lineare Lie-Algebra wird in der mathematischen Theorie der Lie-Algebren untersucht, sie ist gewissermaßen der Prototyp einer Lie-Algebra. Zu jedem Vektorraum {\displaystyle V} gehört die allgemeine lineare Lie-Algebra {\displaystyle {\mathfrak {gl}}(V)}.

## Definitionen
Es sei {\displaystyle V} ein Vektorraum über einem Körper {\displaystyle K} und {\displaystyle \mathrm {End} (V)} die K-Algebra der K-linearen Abbildungen {\displaystyle V\rightarrow V}, der sogenannten Endomorphismen auf {\displaystyle V}. Für zwei Endomorphismen {\displaystyle x,y} definiert man den Kommutator durch
{\displaystyle [x,y]:=xy-yx}.
Dann ist {\displaystyle (x,y)\mapsto [x,y]} eine bilineare Abbildung auf {\displaystyle \mathrm {End} (V)} und es gilt
{\displaystyle [x,x]=0} für alle Endomorphismen {\displaystyle x}
{\displaystyle [x,[y,z]]+[y,[z,x]]+[z,[x,y]]=0} für alle Endomorphismen {\displaystyle x,y,z}
Die letzte Gleichung heißt Jacobi-Identität; es ist lehrreich, sie kurz zu bestätigen.
{\displaystyle [x,[y,z]]+[y,[z,x]]+[z,[x,y]]=x(yz-zy)-(yz-zy)x+y(zx-xz)-(zx-xz)y+z(xy-yx)-(xy-yx)z}
{\displaystyle =x(yz)-x(zy)-(yz)x+(zy)x+y(zx)-y(xz)-(zx)y+(xz)y+z(xy)-z(yx)-(xy)z+(yx)z=0}
Das erste Gleichheitszeichen verwendet nur die Definition des Kommutators und das zweite das Distributivgesetz. Zum letzten Gleichheitszeichen stelle man fest, dass unter den 12 Produkten jede der 6 möglichen Permutationen der {\displaystyle x,y,z} genau zweimal vorkommt, jeweils mit unterschiedlichem Vorzeichen und unterschiedlicher Klammerung. Es ist also ganz wesentlich das Assoziativgesetz in der Algebra {\displaystyle \mathrm {End} (V)}, das zur Gültigkeit der Jacobi-Identität führt.
Man nennt einen Vektorraum {\displaystyle L} mit einer bilinearen Abbildung {\displaystyle [\cdot ,\cdot ]:L\times L\rightarrow L}, die die beiden oben genannten Eigenschaften hat, eine Lie-Algebra. Wir haben daher nachgewiesen, dass {\displaystyle \mathrm {End} (V)} zusammen mit dem Kommutator {\displaystyle [\cdot ,\cdot ]} eine solche Lie-Algebra ist. Um sie von der assoziativen Algebra {\displaystyle \mathrm {End} (V)} zu unterscheiden, nennt man sie {\displaystyle {\mathfrak {gl}}(V)}, die genaue Begründung dieser Benennung erfolgt unten.
Besonders wichtig ist der Fall {\displaystyle V\cong K^{n}}, man schreibt dann {\displaystyle {\mathfrak {gl}}(n,K)}. Stellt man die Endomorphismen als Matrizen bzgl. der Standardbasis des {\displaystyle K^{n}} dar, so erhält man Lie-Algebren von Matrizen.
Allgemein kann man jede assoziative Algebra mit der hier beschriebenen Konstruktion mittels Kommutator-Bildung zu einer Lie-Algebra machen.

## Die Lie-Algebra der allgemeinen linearen Gruppe
Die Benennung allgemeine lineare Lie-Algebra {\displaystyle {\mathfrak {gl}}(V)} stammt aus der Theorie der Lie-Gruppen. Bekanntlich bezeichnet {\displaystyle GL(n,\mathbb {R} )} die Gruppe der invertierbaren Endomorphismen auf {\displaystyle \mathbb {R} ^{n}}, die sogenannte allgemeine lineare Gruppe (englisch: General Linear Group), und diese ist eine Lie-Gruppe. Jeder Lie-Gruppe wird auf eine bestimmte Weise eine Lie-Algebra zugeordnet, die sogenannte Lie-Algebra der Lie-Gruppe, und es ist allgemein üblich, für diese den Namen der Gruppe in kleinen Frakturbuchstaben zu verwenden.
Bei dieser Zuordnung wird die Gruppe auf den Tangentialraum am neutralen Element mit einem gewissen Lie-Produkt abgebildet. Ist {\displaystyle X\in \mathrm {End} (\mathbb {R} ^{n})}, so sei
{\displaystyle \gamma _{X}:\mathbb {R} \rightarrow GL(n,\mathbb {R} ),\quad \gamma _{X}(t):=\exp(tX)}
mit dem Matrixexponential {\displaystyle \exp }.
Dann ist {\displaystyle \gamma (0)=\mathrm {id} } das neutrale Element und daher {\displaystyle \gamma _{X}'(0)} ein Element des Tangentialraums am neutralen Element, also ein Element der zugehörigen Lie-Algebra. Indem man {\displaystyle X} mit {\displaystyle \gamma _{X}'(0)} identifiziert, erhält man die Menge {\displaystyle \mathrm {End} (\mathbb {R} ^{n})} als Tangentialraum; zusammen mit dem Kommutator als Lie-Produkt ergibt das die gesuchte Lie-Algebra. Daher ist die allgemeine lineare Lie-Algebra {\displaystyle {\mathfrak {gl}}(n,\mathbb {R} )} die Lie-Algebra der allgemeinen linearen Gruppe {\displaystyle GL(n,\mathbb {R} )}, was ihren Namen erklärt.

## Lineare Lie-Algebren
Die Unter-Lie-Algebren der allgemeinen linearen Lie-Algebra heißen lineare Lie-Algebren, viele wichtige Lie-Algebren können leicht als Unter-Lie-Algebra der {\displaystyle {\mathfrak {gl}}(n,K)} beschrieben werden.
{\displaystyle {\mathfrak {t}}(n,K):=\{(a_{i,j})_{i,j}\in {\mathfrak {gl}}(n,K)|\,a_{i,j}=0{\text{ für alle }}i>j\}},
die Lie-Algebra der oberen Dreiecksmatrizen.
{\displaystyle {\mathfrak {n}}(n,K):=\{(a_{i,j})_{i,j}\in {\mathfrak {gl}}(n,K)|\,a_{i,j}=0{\text{ für alle }}i\geq j\}},
die nilpotente Lie-Algebra der strikten, oberen Dreiecksmatrizen.
{\displaystyle {\mathfrak {sl}}(n,K):=\{(a_{i,j})_{i,j}\in {\mathfrak {gl}}(n,K)|\,a_{1,1}+\ldots +a_{n,n}=0\}},
die Lie-Algebra zur speziellen linearen Gruppe.
{\displaystyle {\mathfrak {sp}}(2n,K):=\{a\in {\mathfrak {gl}}(2n,K)|\,sa=-a^{t}s\}},
die symplektische Lie-Algebra, wobei {\displaystyle s={\begin{pmatrix}0&I_{n}\\-I_{n}&0\end{pmatrix}}\in {\mathfrak {gl}}(2n,K)} mit Einheitsmatrix {\displaystyle I_{n}} sei und {\displaystyle a^{t}} die Transponierte von {\displaystyle a} bezeichne. 
Im unten angegebenen Lehrbuch finden sich weitere Beispiele.
Mittels der universellen einhüllenden Algebra kann man zeigen, dass jede Lie-Algebra isomorph zu einer linearen Algebra ist.

## Eigenschaften

### Zentrum
Das Zentrum der allgemeinen linearen Lie-Algebra {\displaystyle {\mathfrak {gl}}(n,K)} ist {\displaystyle KI_{n}=\{\lambda I_{n}|\,\lambda \in K\}}. Das ist ein Spezialfall des Lemmas von Schur, kann aber auch leicht direkt durch Inspektion der Kommutatoren mit den Standardmatrizen {\displaystyle E_{i,j}} nachgewiesen werden.

### Auflösbarkeit
Die allgemeine lineare Lie-Algebra {\displaystyle {\mathfrak {gl}}(n,K)} ist nicht auflösbar. Es gilt
{\displaystyle [{\mathfrak {gl}}(n,K),{\mathfrak {gl}}(n,K)]={\mathfrak {sl}}(n,K)} und
{\displaystyle [{\mathfrak {sl}}(n,K),{\mathfrak {sl}}(n,K)]={\mathfrak {sl}}(n,K)},
so dass die absteigende Kette der abgeleiteten Algebren bei {\displaystyle {\mathfrak {sl}}(n,K)} hängen bleibt.

### Radikal
Die allgemeine lineare Lie-Algebra {\displaystyle {\mathfrak {gl}}(n,K)} ist nicht halbeinfach, sie zerfällt in eine direkte Summe {\displaystyle {\mathfrak {gl}}(n,K)={\mathfrak {sl}}(n,K)\oplus KI_{n}}, wobei der erste Summand einfach und der zweite auflösbar ist. Das Radikal der {\displaystyle {\mathfrak {gl}}(n,K)} ist {\displaystyle KI_{n}}.